# جيمس رولاند
جيمس رولاند (بالإنجليزية: James Rowland)‏ هو ضابط أسترالي، ولد في 1 نوفمبر 1922 في آرمدال في أستراليا، وتوفي في 27 مايو 1999 في سيدني في أستراليا.